# هيروشي ياماشيتا
هيروشي ياماشيتا (باليابانية: 山下裕史؛ بالكانا: やました ひろし) هو لاعب اتحاد الرغبي ياباني، ولد في 1986 في أوساكا في اليابان.

## وصلات خارجية
- هيروشي ياماشيتا عل موقع إسبنسكروم (الإنجليزية)
- هيروشي ياماشيتا على موقع ItsRugby.co.uk (الإنجليزية)